# ファイアル島

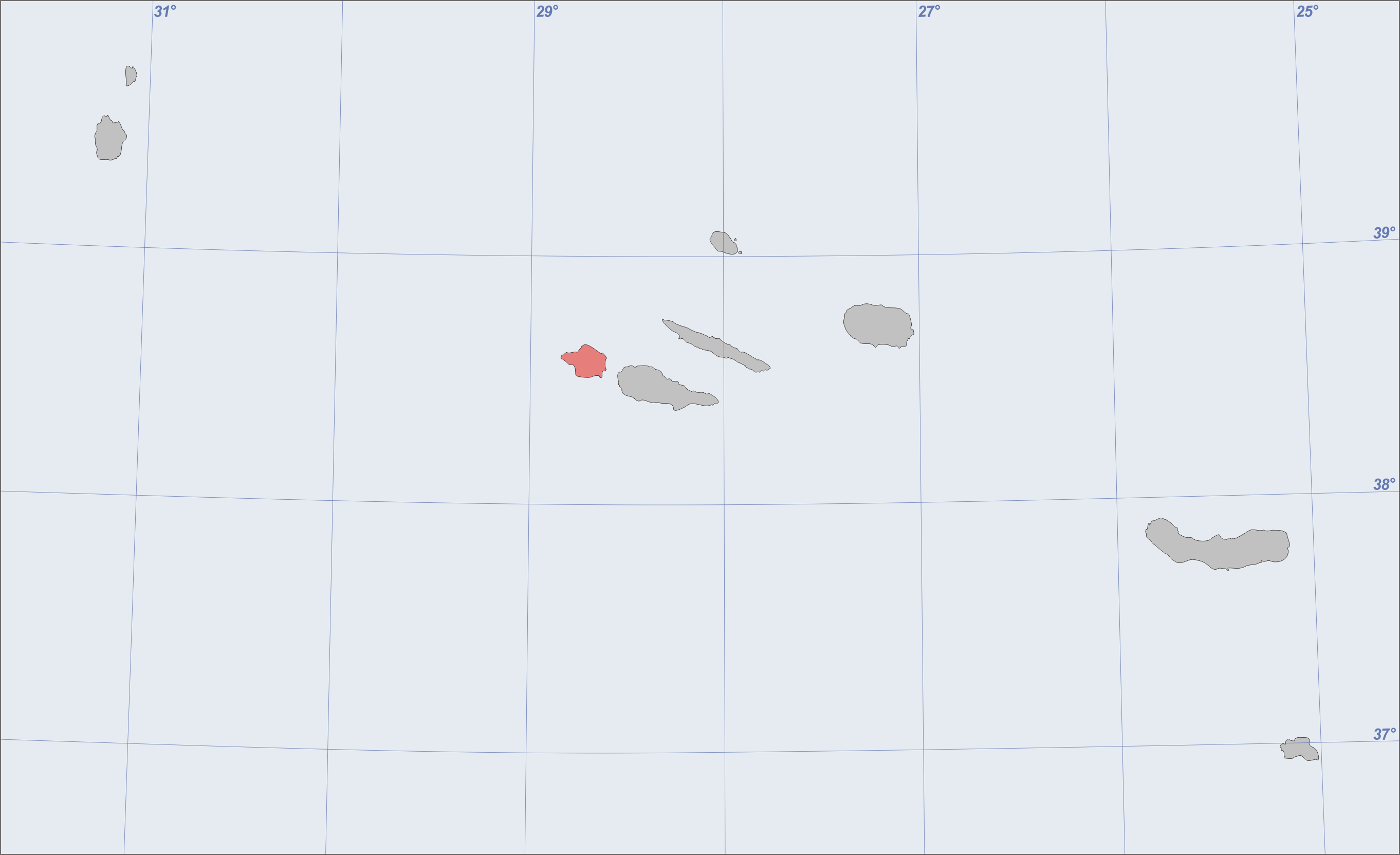
ファイアル島の位置

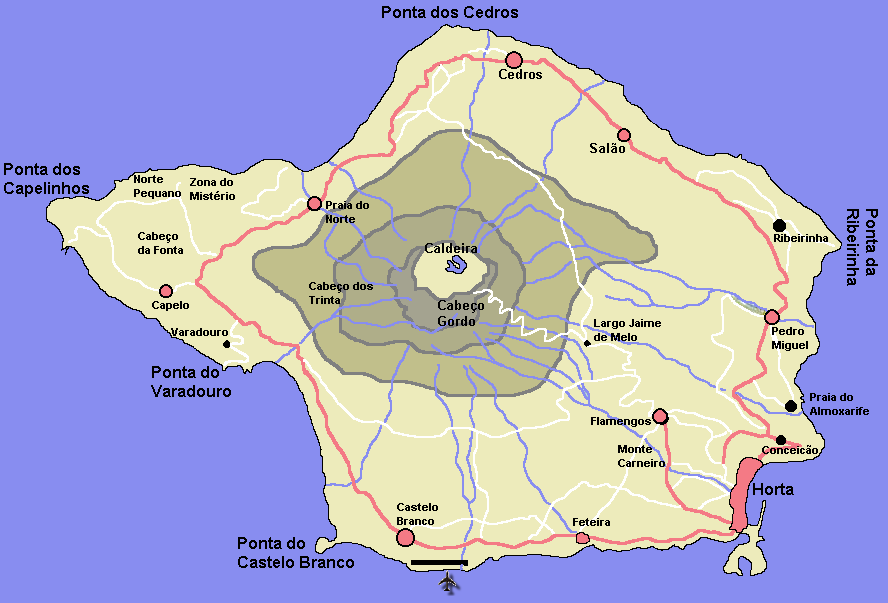
ファイアル島の地図

ファイアル島（Ilha do Faial）は、ポルトガルのアゾレス諸島を構成する9の島の一つ。
カンラン石の一種鉄カンラン石（Fayalite）は本島で発見されたことにちなみ命名された。

## 地理
- 人口は約15000人で、最高地点は標高1043mになるカルデイラ火山（英語版）。山頂にはカルデラがある。
- 西岸のカペリニョス火山（ポルトガル語版）は1957年から1958年にかけての噴火で新島を形成し、陸地を拡大させた。
- 東岸のオルタ（英語版）には、大西洋横断ヨットの寄港地として多数のヨットが係留され、ホテルやレストランが建ち並ぶ[1]。
- 2008年にアゾレス諸島とマカロネシア地域の照葉樹林と泥炭地などの湿地が分布する中央部のカルデラはラムサール条約登録地となった。多くの種類の固有種の無脊椎動物が生息しているほか、一帯にはBellis azorica（英語版）、Lactuca watsoniana（英語版）、Veronica dabneyi（英語版）、Isoetes azorica（ポルトガル語版）などの固有種の植物が生えている[2]。

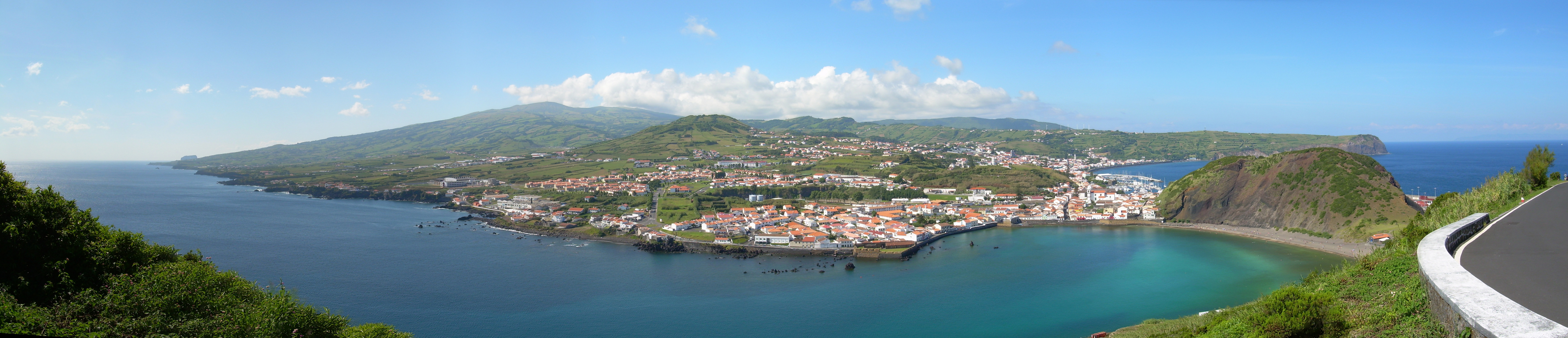
ギア山から望む島の全景

## 交通

### 空港
- オルタ空港（英語版）